# Yoshiharu Horii
Pour les articles homonymes, voir Horii.
Yoshiharu Horii (堀井 美晴, Horii Yoshiharu) est un footballeur japonais né le 16 mars 1953. Il évoluait au poste d'attaquant.

## Palmarès de joueur
- Champion du Japon en 1971, 1974, 1975 et 1980
- Vice-champion du Japon en 1972 et 1978
- Vainqueur de la Coupe du Japon en 1974
- Finaliste de la Coupe du Japon en 1971, 1972, 1976, 1977 et 1983
- Vainqueur de la Coupe de la Ligue japonaise en 1983 et 1984
- Finaliste de la Coupe de la Ligue japonaise en 1977 et 1982